# Кынчево
Кынчево (болг. Кънчево) — село в Болгарии. Находится в Старозагорской области, входит в общину Казанлык. Население составляет 1 119 человек.

## Политическая ситуация
В местном кметстве Кынчево, в состав которого входит Кынчево, должность кмета (старосты) исполняет Колё Иванов Колев (Болгарская социалистическая партия (БСП)) по результатам выборов правления кметства.
Кмет (мэр) общины Казанлык — Стефан Христов Дамянов (инициативный комитет) по результатам выборов в правление общины.